# Eduard, Conte Palatin de Simmern
Sir Edward, Conte Palatin de Simmern (5 octombrie 1625 – 10 martie 1663) a fost al șaselea fiu al lui Frederic al V-lea, Elector Palatin din Casa de Wittelsbach și al Elisabetei de Bohemia.
Edward s-a născut la Haga, unde părinții săi erau în exil după înfrângerea din Bătălia de la Muntele Alb. Tatăl său a murit la 29 noiembrie 1632 când Edward avea șapte ani.
La 24 aprilie 1645 Edward s-a căsătorit cu Anna Gonzaga (1616–1684). Ea era fiica lui Carlo I, Duce de Mantua și a Ecaterinei de Lorena. Soția lui crescuse în Franța, unde tatăl ei deținea ducatul de Nevers înainte să moștenească ducatul italian. El era în jenă financiară iar ea era urmărită de scandalul unei căsătorii secrete cu un văr de gradul al doilea, pe care mirele o nega, așa că Edward  și Anna s-au căsătorit în secret. Sub influența ei, Edward s-a convertit la catolicism în ciuda amenințărilor mamei lui că va renega orice copil al său care va deveni catolic. (Elisabeta și-a iertat fiul surprinzător de repede). Convertirea promptă a lui Edward a făzut posibilă împăcarea cu curtea regală franceză. Cuplul a locuit la Paris, unde li se spunea Prințul și Prințesa Palatină.
Edward și Anna Gonzaga au avut trei fete:
1. Louisa Maria (23 iulie 1647 – 11 martie 1679). Căsătorită cu Charles Theodore, Prinț de Salm; au avut copii.
2. Anne Henriette Julie, Prințesă Condé (23 iulie 1648 – 23 februarie 1723). Căsătorită cu Henri Jules, Prinț de Condé, au avut copii;
3. Benedicta Henrietta (14 martie 1652 – 12 august 1730). Căsătorită cu Johann Frederic, Duce de Brunswick-Lüneburg; au avut copii.

Edward a murit la Paris la vârsta de 37 de ani.
Patruzeci de ani după moartea lui Edward, sora lui mai mică, Sofia de Hanovra, a fost declarată moștenitoare prezumptivă a verișoarei ei, regina Anna a Marii Britanii. Sofia nu a fost declarată niciodată moștenitoare prezumptivă a Scoției. Sofia de Hanovra a decedat cu câteva săptămâni înainte de regian Ana. După moartea Sofiei, fiul ei,  George Louis, elector de Hanovra și Duce de Brunswick-Lüneburg a devenit moștenitorul prezumptiv. După decesul reginei Ana, el a devenit regele George I al Marii Britanii.
Dacă Edward nu s-ar fi convertit la catolicism, este posibil ca tronul englez să fi fost deținut de către urmașii săi.